# Таљијано (Фрозиноне)
Таљијано је насеље у Италији у округу Фрозиноне, региону Лацио.
Према процени из 2011. у насељу је живело 84 становника. Насеље се налази на надморској висини од 457 м.